# Le meraviglie del duemila
Le meraviglie del duemila (scritto anche Le meraviglie del 2000) è un romanzo del 1907 scritto da Emilio Salgari. Rientra nel filone del romanzo scientifico ed è considerato il testo più importante della protofantascienza italiana. Narra di un viaggio nel futuro.

## Storia editoriale
Il romanzo, edito nel 1907 con l'editore Bemporad e firmato per motivi contrattuali con lo pseudonimo di Guido Altieri, immaginario nipote dello stesso autore, fu successivamente ampliato e ripubblicato a firma di Salgari per l'editore Donath.
Nel 1909, sotto l'influsso del futurismo, movimento culturale esploso in Italia in quegli anni, il romanzo fu proposto al compositore Giacomo Puccini per una trasposizione melodrammatica; tale progetto, tuttavia, non vide mai la luce.

## Trama
Due uomini, grazie alla scoperta di un principio attivo di una strana pianta esotica che sospende le funzioni vitali, riescono a viaggiare nel tempo per ben cento anni, spostandosi dal 1903 al 2003.
Si trovano quindi a vivere in una società profondamente modificata e potranno così conoscere un mondo popolato da macchine volanti, treni sotterranei e velocissimi, città sottomarine e molte altre meraviglie tecnologiche.

### Capitolo 1.Il fiore della resurrezione
James Brandok, un giovane milionario tra i 25 e i 28 anni che vive tormentato dallo spleen nonostante la ricchezza, il suo fascino e la buona salute, sbarca in una giornata di autunno del 1903 dal battello in viaggio tra New York e l'isola di Nantucket, dove vive. Dopo aver brevemente passeggiato sulla spiaggia, si avvia alla casa del dottor Toby, suo caro amico cinquantacinquenne, che conduce da molti anni esperimenti su cavie animali per poterle richiamare in vita a distanza di anni dalla morte. Ricevuto nel suo studio, gli confessa di aver meditato di suicidarsi gettandosi dalla Statua della Libertà e, all'invito dell'amico a viaggiare per distrarsi, risponde di aver già visitato l'Australia, l'Asia, l'Africa, l'Europa e mezza America, e che nulla può ormai rendergli sopportabile la vita.
Il dottor Toby gli chiede allora se gli interessa vedere come sarà il mondo di lì a 100 anni, suscitando la sua curiosità: non si tratterà di allungare la propria vita fino ad allora - dice il medico - ma di fermarla e riprenderla dopo un secolo. Per dimostrare questa possibilità, Toby mostra in gran segreto all'amico il cadavere di un coniglio (apparentemente) morto da 14 anni, al quale dice di poter ridare la vita grazie ad una puntura e un bagno tiepido. A sostegno della sua affermazione, mostra al giovane un vaso di vetro contenente una pianta disseccata, chiamata “il fiore della resurrezione”. Si tratta di un fiore che il dottor Dek, un suo collega, ebbe in dono 50 anni prima, in Africa, da un arabo al quale salvò la vita, curandolo, nel corso delle sue ricerche di un'antica miniera di metalli. La pianta proveniva dalla tomba di una bellissima sacerdotessa egiziana e, al solo ricevere poche gocce di acqua, il fiore sbocciò incredibilmente, come se fosse sempre stato in vita, pieno di eleganza e di freschezza, rilasciando anche dei semi che erano però sterili.
In prossimità della sua morte, Dek lasciò la pianta al suo discepolo James, da cui giunse ad Alessandro Humboldt, che più volte rinnovò il miracolo della resurrezione della pianta, però senza mai riuscire a riprodurla. Toby dichiara di essere riuscito ad avere un esemplare di quel fiore, e che, dopo 25 anni di esperimenti, ne ha estratto una sostanza in grado di richiamare in vita anche un organismo complesso come quello di un uomo. A dimostrazione delle sue capacità, inietta una sostanza rossa al coniglio di cui aveva fermato la vita 14 anni prima, grazie ad una puntura del suo filtro misterioso, lo immerge nell'acqua e miracolosamente lo richiama in vita. Allo stupore e all'entusiasmo di Brandok per una sostanza che potrà mettere sottosopra il mondo, il medico risponde che, oltre a loro due, solo il notaio del paese, il signor Max, è al corrente della scoperta. Anzi, quest'ultimo è stato invitato per il pudding a fine pranzo, ed è ora di andare a tavola. Qui, Toby svela il suo progetto all'amico: sospendere la propria vita per 20 lustri per poter vedere il mondo del 2003, rimanendo rinchiuso segretamente in un edificio sulla cima dello scoglio di Retz, sua proprietà, e lasciando in testamento 20.000 dollari per farsi iniettare allora il liquido misterioso. Non solo: invita Brandok ad unirsi all'esperimento, ed egli accetta con entusiasmo. Il dottore aggiunge alcuni particolari: dovranno cambiare i propri patrimoni in oro, e i loro corpi si conserveranno grazie ad un liquido che li manterrà a -20 °C.
Giunto il notaio Max e dopo aver brindato all'avventura, i tre si recano al selvaggio e isolato scoglio di Retz. Qui entrano nel rifugio che il dottore ha fatto predisporre di nascosto dagli abitanti dell'isola, coperto da una cupola di cristallo e contenente un letto, uno scaffale con le fiale del liquido portentoso, e un sotterraneo con una cassaforte. Il dottor Toby dichiara che appena sarà terminata la cancellata alla base dello scoglio, cioè dopo 8 giorni, tutto sarà pronto per iniziare il loro sonno secolare, e il notaio promette che i suoi successori si occuperanno di tramandarsi la data e le procedure del risveglio. Alla sera della data stabilita, i tre si recano inosservati allo scoglio, nel sotterraneo del quale avevano ormai trasferito gran parte dei propri beni convertiti in oro. Dopo aver contemplato commossi e in silenzio il tramonto, il dottor Toby chiede conferma dell'adesione di Brandok; avutala, abbracciano il notaio che, andandosene, ha il compito di distruggere con una carica di dinamite il sentiero d'accesso al nascondiglio. Dopo aver brindato con champagne alla loro resurrezione, Toby ripone le istruzioni e le fiale per il loro risveglio, e bevono infine due tazze di un liquido rosso che sospenderà la loro esistenza. Appena prima di mettersi nel letto accanto all'amico che già non dava segni di vita, Toby rompe un vaso da cui si sprigiona un liquido congelante, e si addormenta mentre le prime ombre della notte giungono allo scoglio.

### Capitolo 2.Una resurrezione miracolosa
Una mattina degli ultimi giorni di settembre del 2003, tre uomini salgono lentamente lo scoglio di Retz, ormai privo di alcun sentiero. In essi si nota un diverso abbigliamento e aspetto fisico rispetto a quello dei primi anni del novecento: una faccia smorta, fronte alta e occhi piccoli, hanno una carnagione pallida e una corporatura robusta. Il trio è composto da due giovani e un uomo più attempato sulla cinquantina. Giunti sulla sommità dello scoglio si fermano dinnanzi ad una cancellata di ferro, rovinata dal tempo, che limita la proprietà privata del dottor Holker. In essa si trova il sepolcreto contenente i due corpi. I tre che sono incaricati di riesumare i corpi, tra cui un discendente di Toby Holker, prendono la chiave che è stata conservata accuratamente senza che si creasse ruggine e aprono l'inferriata. Giunti sull'uscio dell'edificio circolare sormontato da una cupoletta di vetro aprono la porta, ma prima di entrare devono aspettare che la gelida temperatura utilizzata per conservare i corpi si alzi. Una volta entrati scoprono i due corpi avvolti da coperte di feltro e si stupiscono del fatto che siano ancora intatti.
Mentre si domandano se siano morti o dormienti, ciascuno con le proprie opinioni, iniziano il processo di rianimazione come scritto nel testamento del dottor Holker, lasciato nelle mani del Comune un secolo addietro; prendono la scatola contenente le siringhe e le fiale poste con ordine all'interno di essa, quindi fanno ad entrambi le due iniezioni: una all'altezza del cuore e l'altra sul collo, attendendo segni di vita. Improvvisamente il signor Holker, nonché dottore come il suo antenato, sente un battito del polso. Trascorso del tempo, vibrazioni sempre più forti del corpo dimostrano sintomi di risveglio. I corpi vengono caricati, dal servo nero, sul Condor arrivato giusto in tempo, mentre i tre uomini si occupano di prendere i lingotti d'oro lasciati da Toby e Brandok cento anni prima. Successivamente il signor Holker, il suo antenato e Brandok, a bordo del Condor (una macchina volante in grado di raggiungere una velocità elevata e di passare in breve tempo da un paese all'altro) giungono in breve tempo a Nuova York.

### Capitolo 3.Le prime meraviglie del duemila
Ai due corpi venne fatto un bagno in acqua tiepida per un quarto d'ora e prima Toby, poi Brandok aprirono gli occhi; i muscoli ripresero elasticità e la carnagione divenne più rosea. Holker e il suo antenato si scambiarono parole riguardo alle sensazioni e al loro stato, ovvero come si sentivano dopo cento anni di sonno. Improvvisamente Brandok si svegliò emettendo un urlo confuso, ma fu subito rincuorato da Holker, il quale gli disse che si trovavano al sicuro. I due ripresero a dormire profondamente. Otto ore più tardi Toby venne svegliato dalla prima meraviglia del duemila: un suono che proveniva da un tubo, posto sotto il guanciale del divano sul quale il dottore riposava, da cui si ascoltavano notizie, proiettate a loro volta su di una parete bianca. Svegliatosi anche Brandok, Holker entrò nella stanza consegnando loro dei vestiti di fibra vegetale e li invitò a pranzo.
I due ospiti si cambiarono con vesti moderne, raggiunsero il padrone di casa nella sala da pranzo. Una volta entrati rimasero sbalorditi dalla bellezza delle pareti e dei corridoi, e da quanto erano ornate, infatti era la prima volta che camminavano e osservavano il nuovo mondo da quando le loro forze si erano ristabilite del tutto. Il dottor Holker li accolse e spiegò loro come mai non ci fossero né un tavolo da pranzo né sedie. Così dicendo premette un bottone attraverso il quale si apriva una lunga tavolata e uscivano le sedie, il pranzo veniva successivamente spedito dall'Hotel Bardilly di Nuova York, che si trovava sulla sponda opposta del fiume rispetto alla casa del dottore. In tal modo gli ospiti si resero conto di non trovarsi più a Nantucket, bensì a Nuova York. Sebbene fosse passato poco tempo dal loro risveglio si ritrovarono in una dimensione temporale non tanto diversa dalla loro, ma scoprirono nuove, fantastiche invenzioni: le meraviglie del duemila.

### Capitolo 4.La luce ed il calore futuro
Il dottor Holker, Toby e Brandok pasteggiavano a base di pesce e vegetali, molti dei quali a loro sconosciuti, ed eccellente vino.
Brandok, incuriosito dal fatto che in tavola non vi fossero bistecche, chiese a Holker: «Siete vegetariano voi?». Inoltre gli spiegò che ai suoi tempi si parlava di vegetarianismo specialmente in Germania ed in Inghilterra. Il lontano pronipote del dottore allora gli disse che cibi come le bistecche erano diventati assai rari a causa del semplice fatto che buoi e montoni erano quasi scomparsi. Poi gli chiarì il fatto che ciò era dovuto dall'assenza di praterie utilizzabili per nutrire le grandi mandrie. Tutti i terreni erano coltivati intensamente per permettere a tutta la popolazione, aumentata molto nel tempo, di mangiare. D'altro canto, l'uomo non aveva più bisogno di carne poiché i chimici erano riusciti a concentrare tutti gli elementi ricavabili da una libbra di bue in una piccola pillola. I due “resuscitati” si chiesero come funzionasse l'agricoltura senza buoi. Pazientemente Holker disse loro che gli agricoltori usavano solo macchine elettriche nei campi. «E i cavalli?» chiesero. «Sarebbero inutili, ne conserviamo alcuni per pura curiosità». «E in guerra cosa si usa?». Il pronipote raccontò che la guerra aveva ucciso la guerra. L'ultima battaglia, tra le nazioni europee e quelle americane, era costata milioni di vite umane, senza vantaggi. Così si decise di abolire per sempre le guerre anche perché a quel tempo una guerra avrebbe potuto distruggere l'intero mondo. Le uniche truppe che mantenevano ordine erano i pompieri, i quali utilizzavano acqua elettrizzata al massimo grado.
Altre meraviglia del duemila consistevano nel fatto che l'uomo fosse riuscito a mettersi in contatto con i martiani, alieni del pianeta Marte e che in ogni luogo, luce e calore erano praticamente gratuiti, garantiti da una pallottolina di radio infissa in una sfera. Questo sistema di illuminazione e di riscaldamento aveva eliminato completamente l'utilizzo di gas e petrolio. Il radium, ai tempi di Toby e Brandok, era già conosciuto, ma costava molto.
Improvvisamente un sibilo acuto sfuggì da un foro aperto sopra una mensola: era la corrispondenza di Holker. Si trattava di un abbonamento postale d'altissima tecnologia. Ormai ogni famiglia ne aveva uno. Riguardo alle famiglie, Holker spiegò che le abitazioni erano palazzi di una ventina di piani contenenti anche mille famiglie. Tutto ciò perché non si poteva assolutamente sottrarre spazio all'agricoltura.
Ora Holker aveva intenzione di fare il giro del mondo in una settimana con i suoi due compagni. Dopo la chiacchierata i tre andarono a dormire per riposarsi perché l'indomani avrebbero fatto una lunga corsa sul Condor.

### Capitolo 5.A bordo del Condor
Brandok e Toby vengono svegliati da Holker il quale li sollecita a fare colazione perché successivamente sarebbero partiti con il Condor per visitare il mondo moderno. Da subito i due si accorgono che vi sono stati altissimi progressi dal punto di vista tecnologico (la colazione gli è servita da una piccola navetta spinta dall'elettricità che attraversa il tavolo consentendo a tutti di attingere il cibo).
Finita la colazione i tre salgono sul Condor che, dopo essersi librato in aria con una serie di cerchi dalla precisione impressionante, offre una vista meravigliosa. I Condor ormai si sono imposti ai palloni aereo statici i quali erano spesso insicuri e causavano disgrazie. Il mare non è più navigato da navi qualunque bensì da navi di un'efficienza maggiore e dalle velocità sorprendenti.
Passati cento anni la gente sembra non camminare più come una volta, infatti ha un ritmo molto più elevato. Holker non sa dare spiegazione in quanto ha sempre visto camminare la gente in quel modo, ma ben presto Brandok pone la soluzione dicendo che la gente corre in un modo così affrettato perché la tensione elettrica è tale da sollecitare le persone a una velocità maggiore.
Per Brandok e Toby però non è l'unica novità in quanto le città, un tempo di grandezze medio alte, sono diventate vere e proprie megalopoli che superano le decine di milioni di abitanti. Passate le nuove megalopoli, Holker e i resuscitati arrivano all'enorme telescopio.

### Capitolo 6.I Martiani
Il signor Hilbert esce dall'immensa torre, la quale contiene il telescopio, e saluta i nuovi ospiti. È un uomo di circa sessanta anni, con il viso rasato e la testa ancora più grossa del signor Holker.
Il signor Holker presenta Toby e il signor Brandok come due suoi amici venuti dall'Inghilterra, i quali sono molto interessati a visitare la sua stazione e di avere notizie dei martiani. Il signor Hilbert consente l'ingresso, e il signor Holker racconta ai suoi due amici che si deve proprio al signor Hilbert l'invenzione capace di mettere in comunicazione la Terra con il pianeta Marte. Allora il signor Hilbert inizia a raccontare che l'idea di inviare segnali per mettere in comunicazione le due popolazioni è venuta in mente per prima ai martiani, che fin dagli inizi del 1900, ogni anno creavano delle strisce di fuoco che si estendevano per migliaia di chilometri. Il primo ad accorgersi di questo fenomeno fu l'italiano Schiaparelli. Gli astronomi del nuovo secolo, vedendo che le linee di fuoco si ripetevano con maggior frequenza, decisero di provare a rispondere.
Nel 1940 si fece il primo tentativo nelle pianure del Far-West, dove duecentomila uomini furono sistemati per formare una gigantesca lettera “J”, e in una notte scurissima accesero duecentomila fuochi. Ventiquattro ore dopo l'esperimento ci fu la risposta dei martiani, che rappresentava la stessa lettera. Così si fece un nuovo tentativo con la lettera “Z” e venti notti dopo la risposta dei martiani era la lettera medesima. Si continuò così per molto tempo e il successo fu sempre raggiunto. Con questo grande trionfo, fu mandata su Marte un'onda herziana e sulla Terra fu costruita la torre, che è dinanzi ai signori.
La torre è alta quattrocento metri e sulla cima è presente una stazione ultrapotente di telegrafia senza fili. Per molti mesi si lanciarono onde elettriche ma senza alcuna risposta, poi un giorno si udirono alcuni rumori; inizialmente comunicare fu difficile, ma man mano che si procedeva divenne sempre più facile grazie anche alla creazione di un cifrario.
Il signor Hilbert racconta anche che il pianeta Marte ha acqua in egual quantità della Terra, ma i mari non occupano nemmeno la metà del globo, il calore che il pianeta riceve dal sole è mediocre e l'anno conta 687 giorni, il doppio di quello terrestre. Racconta anche che l'aria è più leggera e pulita, infatti non si formano nubi e tempeste, e le piogge e i venti sono del tutto sconosciuti. L'acqua su Marte si trova sotto forma di ghiaccio e neve ai poli, per questo i martiani hanno creato una grande rete di irrigazione per mantenere la vegetazione sul pianeta.
A quel punto la comitiva sale sulla torre, perché il signor Holker deve mandare un messaggio al suo amico Onix, il quale aspetta sempre notizie del signor Holker. La torre ha un'altezza di quattrocento metri, un diametro di centocinquanta metri, è costruita in parte di vetro e d'acciaio e all'esterno è fornita di una spirale dove è collocato un vagoncino che permette di portare sulla cima otto persone alla volta. Il gruppo sale su di esso e due minuti dopo si trovano sulla sommità della torre. Appena arrivati l'astronomo lancia delle onde elettriche al pianeta Marte e dopo quindici minuti arriva la risposta dell'amico del signor Holker.
A tal punto il signor Hilbert invita gli ospiti a vedere il suo magnifico cannocchiale, che si trova a solo mezzo minuto di vagoncino dalla cima della torre. Il cannocchiale consiste in un tubo d'acciaio, lungo 150 m, dal diametro di 5 m e dal peso di 8000 kg, il tutto fissato su due pilastri di pietra. Il cannocchiale, non ha la possibilità di muoversi liberamente, quindi ha davanti all'obbiettivo uno specchio mobile che riflette gli astri che si vogliono analizzare. La sua potenza è così impressionante che si può vedere la luna a solo un metro di distanza.
Finito di osservare quel magnifico cannocchiale, gli ospiti salutano l'astronomo per continuare la scoperta di nuove meraviglie dirigendosi, con il Condor del signor Holker, da Brooklyn verso le cascate del Niagara.

### Capitolo 7.Le cascate del Niagara
Il Condor sorvola Brooklyn, un'immensa città simile a Nuova York per imponenza e popolazione e gli abitanti del posto sono impazziti e frenetici a causa dell'elettricità presente nell'aria. Nel viaggiare, Brandok, nota degli elefanti, questi in realtà non sono altro che macchinari a forma del suddetto animale; queste macchine sono degli spazzini e sostituiscono coloro che, un tempo, avevano il compito di pulire la città. Il Condor, in poco tempo, si lascia alle spalle Brooklyn. Ai protagonisti si apre la vista su immense campagne con enormi mezzi agricoli. Non molto tempo dopo, precisamente alle nove del mattino, il Condor entra in Pennsylvania, qui Brandok si pone un quesito circa l'esistenza di ferrovie. Prontamente arriva la risposta di Holker che spiega che le ferrovie sono oramai sottoterra.
Nel frattempo Holker scorge l'Omnibus che si reca a Scranton, questo mezzo contiene molti contadini dalla pelle bruna che portano i loro prodotti in città. Da questo i protagonisti prendono spunto per discutere sulle differenti razze del pianeta. Il Condor continua a viaggiare e, dopo aver superato molte città, sosta alle cascate del Niagara. Queste ultime sono cambiate radicalmente nel corso degli ultimi cento anni, ai loro piedi si ergono dei grandi macchinari che producono, sfruttando la velocità dell'acqua, energia elettrica. Il Condor si allontana dalle cascate e, dopo trenta minuti, atterra in una vasta piazza deserta. Qui i protagonisti fanno colazione entrano in un bar e si accorgono che ci sono stati molti cambiamenti: non ci sono più camerieri, ma tutto è automatizzato, i piatti escono dalla cucina in tempi brevi e si mangia restando in piedi (al fine di guadagnare tempo). Dopo aver consumato una deliziosa colazione i tre riprendono il viaggio a bordo del Condor con destinazione il Polo Nord.

### Capitolo 8.Le ferrovie del 2000
Dopo aver fatto un'abbondante colazione, i protagonisti, raggiungono la stazione per prendere il treno. In pochi minuti giunge alla fermata il treno per Québec, tutti, con grande frenesia, vi salgono. Il treno si presenta ben diverso agli occhi di Brandok e di Toby; può raggiungere i 300 km/h e si sposta per mezzo dell'aria, questa spinge il treno ad alta velocità all'interno di un condotto sotterraneo. Durante il viaggio i tre protagonisti discorrono dei cambiamenti degli ultimi cento anni. Successivamente i tre ascoltano il notiziario, questo riporta notizie riguardanti il mondo che arrivano al treno grazie a un filo che si svolge su un rocchetto. Il treno si ferma a Montréal, Canada, poi a Québec; qui Holker, Toby e Brandok scendono dal treno e incontrano un uomo che lascia loro, a pagamento, i vestiti per andare al polo nord. Prima di prender il nuovo treno, però, mangiano. Solamente dieci minuti dopo i tre riprendono il treno per il polo.
Come sempre parlano delle novità del terzo millennio: i cambiamenti al polo, gli esquimesi che stanno scomparendo e gli anarchici, questi ultimi sono confinati al polo nord dal momento che vengono ritenuti un reale pericolo per il mondo. Il tempo passa e il treno attraversa i territori gelati del Labrador; nonostante il freddo febbrile all'esterno del treno, i tre viaggiatori sono al caldo grazie alla presenza del radium nelle carrozze. Infine Holker programma la giornata seguente e sceglie di sfruttare il battello tramvai per gli spostamenti.

### Capitolo 9.Il battello tramvai
Alle cinque del mattino, i tre amici, che si trovano nella stazione di Wolstenholme sulle rive dell'Oceano Artico, si svegliano, indossano i vestiti in pelle che si erano procurati e riprendono il loro viaggio verso il freddo Artico. Holker gli spiega che non sono ancora riusciti a colonizzare i paesi dei ghiacci e che vi vivono solo pochi pescatori. Poco dopo essere usciti dalla stazione i protagonisti ammirano un'altra grande invenzione degli anni duemila: il battello tramvai. Esso è una nave corazzata di notevoli dimensioni, sormontata da un solo albero che ha all'estremità una palla di radium per illuminare lo spazio circostante. I suoi fianchi sono rotondi per scivolare meglio tra i ghiacci e il ponte principale è ricoperto da una vetrata per proteggere i viaggiatori. Inoltre questa nave è munita di quattro ruote che le permettono di viaggiare sia in acqua che sulla terra. Dopo alcune ore di navigazione il battello giunge a riva e procede il viaggio sulla terra. I tre uomini osservano il paesaggio pianeggiante con qualche piccolo villaggio abitato da cacciatori di balene, che chiedono la carità e provano compassione nel vederli. Il cielo comincia a scurirsi e i tre amici, dopo un ricco pranzo a base di pesce e frutti di mare, si dirigono nelle loro cabine dove trovano dei morbidi letti e si riposano sapendo che il giorno dopo visiteranno la galleria polare.

### Capitolo 10.La galleria polare
Mentre Brandok, Holker e Toby stanno dormendo, sono svegliati da un urto sullo scafo: un iceberg ostruisce la via per il Polo. Così, mentre l'equipaggio si occupa di rimuoverlo, essi decidono di visitare il villaggio esquimese di Naz-tho. Holker parla ai compagni degli esquimesi e della loro vita: non essendo stati in grado di civilizzarsi, vivono ancora in capanne di ghiaccio, mangiando gli ultimi animali sopravvissuti da quelle parti. Ormai, quel gruppo etnico è in via di estinzione.
I protagonisti fanno per entrare in una capanna, ma li ferma un abitante del luogo: lì dentro sta morendo un suo coetaneo, e desidera essere lasciato in pace; infatti gli esquimesi hanno questa strana usanza: quando uno di loro è ammalato, dopo strani e astrusi riti magici decretano se il malato è guaribile o meno. Se non c'è più speranza, viene rinchiuso in un igloo che poi diventa la sua tomba (questo non è un atto di violenza verso il moribondo, anzi, è lui stesso a pregare gli altri di andarsene). Passano a un'altra capanna, dove vive una famigliola. Al suo interno, a causa delle lampade al radium, c'è un caldo asfissiante. Delle volpi e dei pesci fermentano in un angolo, spandendo un odore insopportabile, per rendere il sapore più appetitoso ai palati degli abitanti di quel luogo. Avendone abbastanza di quella cultura, decidono di tornare al Narval, dove gli ultimi pezzi del blocco di ghiaccio sono fatti saltare in aria con un po' di esplosivo. Ripartiti verso il Polo, arrivano alla stazione del tramvai che li condurrà al nord. Così si imbarcano sul mezzo e imboccano un'altra meraviglia del duemila: il tunnel di ghiaccio. È un passaggio, interamente in ghiaccio, che collega il Polo Nord con la stazione del tramvai. È illuminato da lampade elettriche per evitare lo scioglimento del tunnel, e questo fa sfolgorare tutte le pareti in un modo spettacolare, che lascia a bocca aperta i tre compagni di viaggio.
Il tramvai che lo attraversa è inoltre fornito di un ottimo sistema di sicurezza: una navetta auto-pilotata corre 5 kilometri davanti al mezzo, in modo che se incontreranno un masso sulla sua strada o una spaccatura tra il ghiaccio, il tramvai si fermerà con largo anticipo, senza far correre rischi ai passeggeri.
Dopo la lunga giornata, si addormentano sulle comode brande della loro cabina.

### Capitolo 11.La colonia polare
Dopo un viaggio durato un'intera notte, i tre viaggiatori vengono bruscamente svegliati da uno scossone improvviso. Quando essi aprono gli occhi si accorgono di essere arrivati a destinazione, in una gigantesca stazione illuminata da lampade e finestre. I due ospiti rimangono ammaliati, ma ad un certo punto notano degli uomini burberi che si apprestano a scaricare i loro bagagli dal treno e, incuriositi da costoro, domandano al loro accompagnatore chi fossero questi uomini così pericolosi.
Essi sono anarchici, pericolosi uomini che erano stati confinati al polo nord e che ora sono costretti a vivere lì con le proprie mogli, mentre i figli venivano prelevati e mandati in Europa o in altri continenti a studiare ed educarsi. Chiarito ciò si recano fuori dalla stazione e, mediante slitte trainate da cani vengono condotti lungo strade molto bene illuminate affiancate da case di legno semi sepolte, e vengono trainati fino all'albergo "del genio polare" che era gestito da un ex nichilista russo, ma che ora si diceva fosse diventato docilissimo, ed infatti l'accoglienza loro riservata ne era un esempio lampante.
Dopo essersi rifocillati cominciano a discutere con degli ospiti e li scoprono che il futuro del pianeta è in pericolo, per via del peso eccessivo del ghiaccio che si è formato al polo sud, e che se non si interviene al più presto il mondo sarebbe caduto in un cataclisma e l'unica soluzione possibile è quella di rimuovere parte del ghiaccio e portarla al polo nord oppure trasportare il ghiaccio fino alle zone più calde e lasciarlo sciogliere.

### Capitolo 12.Verso l'Europa
I tre amici, dopo aver visitato il polo, dove gli stati europei hanno esiliato i loro soggetti più pericolosi, non vedono l'ora di andare in un posto con un clima meno rigido.
Il giorno dopo i tre imbarcarono sul tramvai, il mezzo motorizzato che in 60 ore li avrebbe portati fino a una città, eretta in una zona una volta conosciuta solo da pescatori di balene e foche. Proprio per questo Toby e Brandock furono stupiti dalla vista di enormi grattacieli eretti in una zona così inospitale. La loro guida gli spiegherà poi che non è una vera e propria città ma una meta turistica estiva destinata ai più ricchi viaggiatori d'Europa, per questo al momento la città è totalmente vuota, con solo una dozzina di famiglie di pescatori rimaste.
Così i tre sono costretti a chiedere l'ospitalità ad una famiglia lì abitante, in cambio di un modesto compenso. Si trovarono molto bene in casa, notando con piacere la pulizia di essa. A cena appresero che nel duemila la pesca si è molto sviluppata per poter fornire il cibo alla popolazione in costante aumento, inoltre la selvaggina è diventata molto rara, gli uomini hanno dovuto quindi iniziare ad allevare renne, animali molto resistenti al freddo.
Il giorno dopo salirono su una nave volante molto simile a quella vista a Nuova York, solo molto più grande, condotta da sette uomini.
Così si avviarono verso Londra, dovendo prima però passare da una città sottomarina per deporvi un galeotto, Holker ne trasse l'occasione per far visitare la città a Toby e Brandok.
Durante il tragitto i due uomini del secolo precedente sono sempre più stupiti, soprattutto sapendo che questi vascelli volanti sono più veloci degli uccelli.

### Capitolo 13.Navi volanti e marittime
I protagonisti si imbarcano su un dirigibile che, in caso di tempesta, può scendere in mare

### Capitolo 14.I mulini del Gulf-Stream
Dopo 18 ore di viaggio il centauro arrivava finalmente nella corrente Gulf Stream a 120 chilometri nord dall'isola di Madera. Il Gulf Stream era una sorta di fiume che attraversava l'oceano Atlantico. Era un corso d'acqua che avente una portata d'acqua maggiore di quella della Mississippi e del Rio delle Amazzoni. il Gulf Stream nasceva nell'arcipelago delle Bahamas, e dopo aver attraversato il golfo del Messico esso si lanciava nell'Atlantico. Gli scienziati rendendosi conto dell'enorme energia che si poteva produrre sfruttando la corrente Gulf Stream pensarono di predisporre duecento gigantesche dinamo. In Europa infatti i corsi d'acqua e le cascate non potevano assicurare l'energia di cui il continente aveva bisogno. Le dinamo erano dislocate in tutto l'oceano Atlantico a partire dal Golfo del Messico fino ad arrivare alle coste meridionali del Brasile. L'energia prodotta era trasferita utilizzando cavi sottomarini che venivano usati in precedenza per la telegrafia transatlantica. Ciascuna dinamo poteva produrre una forza pari ad 1.000.000 di cavalli. Inoltre la corrente Gulf Stream grazie all'aria calda che trasportava con sé riusciva a scaldare la Scozia, l'Inghilterra e l'Irlanda.
In quel momento i protagonisti avvistarono l'Isola n.7 ovvero il mulino più grande in circolazione che apparteneva all'Inghilterra. Holker e Brandok uscirono frettolosamente dalla galleria poiché le onde erano ormai calmissime. A tre miglia verso settentrione scorsero un'antenna rossa. Essa serviva per precauzione, e quando una tempesta si abbatteva contro una delle isole, consentiva ai rimorchiatori di recuperarla. Queste isole avevano una circonferenza di 400 metri ed erano fornite di quattro gigantesche pale. Fra queste si innalzavano quattro abitazioni, ognuna di esse era provvista di un parafulmine. Queste minuscole isole venivano scrupolosamente pulite. Accanto ai viali che si trovavano su di esse, inoltre crescevano vegetali commestibili, per di più il governo inglese inviava ogni mese una nave per il rifornimento di acqua e viveri.
Trascorsa qualche ora gli Holker e Brandok ripresero il viaggio verso la città sottomarina di Ascaria.

### Capitolo 15.La città sottomarina
Il mare, dopo l'ultima sfuriata, sembrava essersi calmato e il Centauro proseguiva ad una velocità. Brandok, Toby e Holker ebbero modo di apprezzare quel viaggio marittimo. Si divertirono a passeggiare sul ponte, a fumare i sigari che offriva il capitano, ma soprattutto goderono degli eccellenti pasti che mangiarono; inoltre, le scariche elettriche e i sussulti nervosi si erano acquietati.
Chiacchierarono molto riguardo all'Europa e a come era cambiata: l'Inghilterra aveva perso tutte le sue colonie, la Siberia si era staccata dalla Russia, l'Austria non aveva più i suoi arciducati. Era nato un nuovo stato, la Polonia, e i Turchi erano stati definitivamente respinti nell'Asia Minore e in Arabia.
Arrivarono in vista della città sottomarina di Escario. Qui, erano rinchiusi i più pericolosi membri della società, resi mansueti dalla minaccia di affondamento della cittadina per mano delle autorità europee e dalla lotta con la fame. Infatti, vivevano di commercio con le navi di passaggio e di pesca.
Il Centauro attraccò ad Escario. Li accolse Jao, il galeotto scelto come governante di quel posto. I protagonisti appresero che gli esuli vivevano nell'abbondanza e avevano tutto ciò che serviva loro.
I protagonisti consegnarono a Jao il condannato che trasportavano, poi entrarono nella città grazie a un ascensore. Con grande stupore, videro che si trovavano su una piattaforma rettangolare di 100X60 metri, cinta dalle cabine degli abitanti. La struttura, interamente in metallo era appoggiata su un isolotto naturale 15 metri sotto la superficie.
Risalirono sulla cupola, e videro una grande tempesta che si avvicinava. Sarebbe stato pericoloso proseguire il viaggio sul Centauro, così decisero di fermarsi per qualche giorno.
Dopo un'abbondante cena si ritirarono nella loro cabina. Dormirono per parecchie ore, quando ad un tratto furono svegliati da un fracasso assordante. Il capitano del Centauro entrò nella camera tutto trafelato implorando i tre protagonisti di seguirlo.
Uscirono in fretta e furia, e quel che videro li lasciò sgomenti: i galeotti avevano saputo in qualche modo che il Centauro trasportava un carico di alcool e ne avevano preso possesso. Sulla piattaforma regnava il caos più totale, con gente che si picchiava, beveva, urlava, saltava e rotolava per terra tra la puzza di alcool. Brandok, Holker, Toby e il capitano incontrarono Jao, che piangeva e si strappava i capelli dalla disperazione. Insieme si diressero verso l'ascensore e salirono in salvo sulla cupola. Un terrificante uragano imperversava sull'Atlantico, con spaventevoli muggiti, lampi, tuoni, fulmini e onde enormi.
Un uomo salì dall'ascensore: era Katterson, uno dei marinai del Centauro. Da lui appresero che gli altri sottoposti si erano uniti ai carcerati e che la nave era scomparsa.
Insieme, decisero di bloccare l'ascensore per evitare che salisse qualche ubriaco armato di coltello, ma il rischio più grande che correvano era che le autorità decidessero di far affondare la piattaforma. E come se non bastasse, la tempesta diventava sempre più forte, con il rischio di trascinare via la cittadina. Quando se ne resero conto, si agitarono tutti tranne Jao, il quale spiegò che la struttura era costruita appositamente per galleggiare, e quindi non rischiavano la morte per annegamento. Ma ecco che sentirono un tonfo. Jao si sporse un attimo e vide che i piloni che tenevano ancorata Escario all'isola iniziavano a dare segni di cedimento. Un cavallone si schiantò sulla cupola con violenza, mandando a terra i compagni d'avventura. Il fracasso sulla piattaforma cessò di colpo. Jao notò che il pilastro principale era stato spazzato via. Subito dopo, un'altra enorme onda piombò con furia irresistibile sulla struttura, staccandola di netto dallo scoglio.

### Capitolo 16.Attraverso l'Atlantico
La nuova società del Duemila aveva regalato quelle strane città sottomarine ai criminali, sopprimendo le spese inutili per il loro mantenimento, aveva però procurato loro degli asili sicuri per non esporli ad una morte certa. Così la città sottomarina, strappata dallo scoglio, era diventata una città galleggiante che aspettava l'incontro di qualche nave marina o volante. L'acqua dolce non mancava, essendovi dei potenti distillatori elettrici; i viveri nemmeno, perché reti ve n'erano in abbondanza e gli oceani erano molto ricchi di pesce.
Disgraziatamente l'uragano aveva ben poca intenzione di finire, minacciando di trascinare la città galleggiante in mezzo all'Atlantico. I piloni d'acciaio avevano ceduto sotto gli urti possenti delle onde al contrario della cupola che aveva resistito così come i tre americani, il capitano ed il pilota del Centauro e Jao. Aggrappati tenacemente alle traverse, avevano aspettato che la città ritornasse a galla, opponendo resistenza alle onde. La tempesta li avrebbe spinti in direzione delle isole Azzorre e gli sfortunati si chiedevano se si sarebbero mai sfracellati contro di esse. Gli sventurati si preoccupavano per la quantità di cibo che ancora rimaneva e che era in possesso dei prigionieri. L'unica speranza era l'ascensore il quale li avrebbe portati a morte certa se i prigionieri ubriachi fossero saliti. Decisero quindi di osservarli per decidere sul da farsi; notarono così che i criminali dormivano per la sbornia e decisero di scendere per procurarsi provviste. Molti giacevano stesi al suolo presso case semidistrutte, prive di tetti. Gli sventurati scesero con l'ascensore e la loro prima preoccupazione fu di distruggere tutti i barili pieni d'alcool e così porre fine a quell'orgia pericolosa. Nessun forzato si era svegliato.
L'ascensore risalì e fu subito bloccato perché non potessero servirsene quelli che stavano sotto. Tornati al piano superiore sistemarono le provviste aspettando l'arrivo di una nave. L'uragano intanto, invece di calmarsi, aumentava sempre. Per tutta la durata della notte lampi accecanti si succedevano senza tregua, seguiti da tuoni che, insieme agli scossoni causati dalla tempesta, rendevano impossibile dormire. Nessuna nave appariva all'orizzonte. In quell'istante delle grida spaventose scoppiarono all'interno della città galleggiante. I tre americani, il capitano, il pilota e Jao si affrettarono a raggiungere la bocca del pozzo. I forzati si erano svegliati e si azzuffavano ferocemente fra di loro armati degli attrezzi da pesca e di coltelli. Essi cadevano a dozzine, immersi in laghi di sangue. Il capitano sparò alcuni colpi della sua rivoltella elettrica, sperando di attirare l'attenzione di quei furfanti ma, visto che nessuno vi faceva caso, li lasciò fare. La battaglia durò una mezz'ora, provocando una grande strage; i superstiti si rifugiarono nelle baracche semidistrutte. Si presentò un nuovo pericolo sotto forma di malattia causata dalla decomposizione dei cadaveri. Il capitano si accorse che l'uragano aveva spinto la città galleggiante nel Mar dei Sargassi un immenso mare di alghe.

### Capitolo 17.Fra i sargassi
Il Mar dei Sargassi, non è altro che un ammasso immenso di alghe sotto il quale si crede esista la famosa Atlantide. Esso è ricco di pesci minuscoli e grossi granchi. La città galleggiante, spinta in mezzo alle alghe dall'urto delle onde, si era arenata e i naufraghi speravano nell'arrivo di qualche nave volante. Un tumulto spaventevole scoppiò improvvisamente nelle profondità della città galleggiante: erano i prigionieri che, dopo essersi svegliati, imprecavano di calare l'ascensore.
I carcerati incolparono prima l'alcool e poi il capitano di averli fatti diventare pazzi. Quest'ultimo, per non rischiare che i prigionieri salissero, buttò in mare l'ascensore con una poderosa spinta, tale gesto suscitò molte contraddizioni. L'uragano intanto a poco a poco si calmava lasciando la possibilità di andare a pesca. Un nuovo uragano stava per scatenarsi sull'irrequieto oceano, aiutando la città galleggiante ad uscire dal mare dei Sargassi. I tre americani, il capitano, il pilota e Jao temevano che il vento potesse condurli verso le isole Canarie.
I governi in passato popolarono quelle isole con tutti gli animali per conservarne la specie perché, ormai, tutti i continenti erano fittamente popolati, quindi quegli animali non avrebbero più trovato né rifugio, né scampo. L'uragano avanzava, con un crescendo orribile di tuoni e di lampi così intensi che Brandok e Toby si sentivano accecare. Era quindi probabile che il Mare dei Sargassi lasciasse libera la città galleggiante incagliata ad esso.
All'arrivo dell'uragano i carcerati ricominciarono ad urlare e ad imprecare contro gli sventurati chiedendo di poter salire al piano di sopra. Per cercare di calmarli Jao raccontò loro cosa stava accadendo ma nessuno gli credeva, allora decise di farne salire uno per mostrargli che ciò che aveva detto era vero. Quindi calò una fune e, in seguito ad un azzuffamento scoppiato tra i carcerati per chi doveva salire, un ragazzo balzò su di essa afferrandola. Arrivato in cima disse al gruppo di sventurati di non voler più tornare giù altrimenti gli altri lo avrebbero ammazzato.
Improvvisamente una tromba d'acqua passò su di loro dando il via al secondo potente uragano.

### Capitolo 18.L'isola delle belve feroci
Per la seconda volta la città sottomarina si trova in balia dell'oceano, il vento e le onde la spingono verso nord-est, in direzione delle Canarie. I sette uomini, essendo rimasto con loro il giovane forzato, non si trovano però in buone condizioni. L'uragano infuria con rabbia estrema e pare che ormai avesse decretato la fine di quella disgraziata città galleggiante. Dopo una nottata passata tra le impetuose onde da lontano si scorge una terra all'orizzonte. La città si avvicinava sempre di più alla costa e l'urto stava per accadere. Avrebbe resistito o si sarebbe sfasciata? Era quella la domanda che stava tormentando tutti, senza trovare la risposta.
D'improvviso la città galleggiante si solleva per parecchi metri, con un rombo assordante, poi si rovescia su un fianco, adagiandosi sulla spiaggia. Una parte della cupola si era spezzata con immenso fragore penetrando nell'interno della città e trascinando con sé Jao ed il giovine forzato. I tre americani, il capitano e il pilota, più fortunati, riuscirono a balzare a terra in tempo arrampicandosi velocemente su per la spiaggia. L'enorme cassa di metallo a poco a poco si stava sfasciando e dall'interno si sentivano urla orribili. I forzati, vedendo l'acqua rovesciarsi attraverso la cupola infranta, stavano scappando da tutte le parti.
Ad un tratto la città viene bruscamente colpita da una grossa onda e viene completamente rovesciata. I sopravvissuti si stabilirono su di un piccolo scoglio di forma piramidale, accessibile solo da una canalone, il quale poteva diventare un ottimo rifugio contro gli assalti delle innumerevoli belve che popolano la vasta isola. La piattaforma superiore nonostante sia piccolissima, può bastare per cinque uomini. L'uragano intanto era cessato ed il sole è già alto.
Trenta o quaranta animali feroci s'aprivano il passo attraverso i cespugli avvicinandosi alla roccia. I cinque uomini scivolarono attraverso una spaccatura dove ci sono molti macigni staccati dalle rocce dagli acquazzoni e con uno sforzo supremo ne presero parecchi. Appena terminata la raccolta dei leoni, già abbastanza stanchi di guardare i cinque uomini da lontano, si mossero salendo la roccia. Mentre un grosso maschio stava per venirli contro, essi presero un masso e glielo lanciarono violentemente addosso. La belva, colpita alla testa dal masso, si accasciò morente. Un altro leone gli si avvinghiò contro e il capitano (che aveva la rivoltella) sparò un colpo che gli si conficcò nel cervello. Intanto sul margine della foresta altri animali comparvero, delle tigri, dei leopardi e dei giaguari.
Improvvisamente un punto nero spunta all'orizzonte, è un vascello. Il capitano, vedendo un'altra belva incanalarsi nella spaccatura, non esita a consumare un'altra pallottola. I naufraghi, sicuri ormai di venire raccolti dal vascello volante, cominciano a far rotolare i massi raccolti, scagliandoli in tutte le direzioni, per arrestare lo slancio dei leoni e degli altri animali. Quella lotta disperata stava continuando da parecchi minuti quando una voce sonora ed insieme imperiosa cadde dall'alto esclamando di rimanere a terra. Un momento dopo una palla rossastra non più grossa di un arancio cadeva all'estremità del canalone dove leoni, tigri e giaguari si erano appostati. Si udì uno scoppio terribile che fece tremare le rupi e che sollevò una immensa nuvola di polvere. Era una piccola bomba di una materia esplosiva chiamata silurite.
Sfuggiti all'attacco da parte dei felini i superstiti si precipitano sul vascello. Ma, appena messi i piedi sul ponte, Brandok preso da un tremito così intenso, cadde addosso a Holker. I suoi occhi erano talmente dilatati che pareva gli stessero schizzando fuori dalle orbite ed i muscoli del suo viso sussultano in modo strano. Toby stava avendo la stessa reazione dell'amico, anch'egli è estremamente pallido e sta tremando come se stesse subendo di quando in quando delle scosse elettriche. Li portarono a massima velocità fino a Parigi. L'aria della grande capitale, satura di elettricità a causa del numero infinito delle sue macchine elettriche, non fece che aggravare le condizioni di Toby e Brandok. Furono condotti in un albergo in preda al delirio. Il signor Holker, sempre più spaventato, chiamò subito uno dei più noti medici a cui raccontò ciò che era toccato ai suoi disgraziati amici, non dimenticando d'informarlo della loro miracolosa risurrezione. Il medico sentenziò che né lui né altri avrebbero potuto guarirli, e consigliò di condurli in montagne solitarie dove l'aria non era satura di elettricità.
Lo stesso giorno, il signor Holker con due infermieri e i due pazzi salivano su un vascello volante noleggiato appositamente e partivano per le montagne. Un mese più tardi egli riprendeva solo e triste la ferrovia di Parigi per far ritorno in America.
Ormai aveva perduta ogni speranza. Brandok e Toby erano stati dichiarati pazzi, e per di più pazzi inguaribili.

## Anticipazioni tecnologiche
Salgari prevede anche che il ritmo di vita in cento anni sia accelerato. L'autore proietta anche sul futuro la preoccupazione della sua epoca per l'inquinamento e il terrorismo (che, visto l'anno in cui fu scritto il libro, è esclusivamente quello "anarchico"). Il romanzo descrive alcune anticipazioni tecnologiche come la televisione (nel libro il giornale viene trasmesso così, sull'esempio del fax, già esistente e in uso ai tempi di Salgari), o anche la plastica (descritta come una strana sostanza simile al metallo ma bianca: del resto la celluloide era stata già scoperta fin dal 1860).

## Edizioni
(parziale)
- Emilio Salgari, Le meraviglie del 2000, collana Tigri e corsari, F.lli Fabbri, 1968, pp. 157.
- Emilio Salgari, Le meraviglie del 2000, collana Superbur Classici, Rizzoli, 1999,  p. 224, ISBN 88-17-15097-5.
- Emilio Salgari, Le meraviglie del Duemila, collana School at Work. Classici, Psiche e Aurora, 2011,  p. 192, ISBN 978-88-89875-35-3.